# ATC код A01
ATC код A01 (англ. ATC code A01), «Стоматологічні препарати» — підрозділ системи літеро-цифрових кодів Анатомо-терапевтично-хімічної класифікації, розроблених Всесвітньою організацією охорони здоров'я для класифікації ліків та інших медичних продуктів.

## A01AA Препарати для профілактики карієсу
- A01AA01 Фторид натрію
- A01AA02 Натрію монофторфосфат
- A01AA03 Олафлур
- A01AA04 Фторид олова
- A01AA30 Комбінації
- A01AA51 Комбінації фториду натрію

## A01AB Протимікробні препарати для місцевого лікування захворювань
- A01AB02 Пероксид водню
- A01AB03 Хлоргексидин
- A01AB04 Амфотерицин
- A01AB05 Поліноксілін
- A01AB06 Доміфена бромід
- A01AB07 Оксихінолін
- A01AB08 Неоміцин
- A01AB09 Міконазол
- A01AB10 Натаміцин
- A01AB11 Інші
- A01AB12 Гексорал
- A01AB13 Тетрациклін
- A01AB14 Benzoxonium chloride
- A01AB15 Tibezonium iodide
- A01AB16 Мепартрицин
- A01AB17 Метронідазол
- A01AB18 Клотримазол
- A01AB19 Тинкалконіт
- A01AB21 Хлортетрациклін
- A01AB22 Доксициклін
- A01AB23 Міноциклін

## A01AC Глюкокортикостероїди для місцевого лікування захворювань порожнини рота
- A01AC01 Триамцинолон
- A01AC02 Дексаметазон
- A01AC03 Кортизол
- A01AC54 Комбінації преднізолону

## A01AD Інші препарати для лікування захворювань порожнини рота
- A01AD01 Адреналін
- A01AD02 Бензидамін
- A01AD05 Ацетилсаліцилова кислота
- A01AD06 Adrenalone
- A01AD07 Amlexanox
- A01AD08 Becaplermin
- A01AD11 Інші